# 8-cloro-1-octeno
El 8-cloro-1-octeno, llamado también 8-clorooct-1-eno o cloruro de 7-octenilo, es un compuesto orgánico de fórmula molecular C8H15Cl. Es un haloalqueno lineal de ocho carbonos con un átomo de cloro unido a uno de los carbonos terminales y un doble enlace en el extremo opuesto de la cadena carbonada.

## Propiedades físicas y químicas
A temperatura ambiente, el 8-cloro-1-octeno es un líquido incoloro con una densidad inferior a la del agua, ρ = 0,916 g/cm³. Tiene su punto de ebullición a 181 °C y su punto de fusión a -38 °C, siendo estos valores estimados.
El valor del logaritmo de su coeficiente de reparto, logP = 4,24, indica que es mucho más soluble en disolventes apolares que en disolventes polares.
Así, es soluble en los disolventes orgánicos habituales como benceno o alcanos pero es esencialmente insoluble en agua.

## Síntesis
El 8-cloro-1-octeno se prepara partiendo de 8-bromo-1-octeno, el cual, a diferencia del 8-cloro-1-octeno, se puede obtener desde el 1,7-octadieno. El posterior calentamiento del 8-bromo-1-octeno en presencia de un cloruro de amonio cuaternario o cloruro de litio y un medio alcalino acuoso miscible conduce a la formación de 8-cloro-1-octeno. Los rendimientos obtenidos están entre el 10% y el 100%: por ejemplo, empleando cloruro de tetrametilamonio en etanol, el rendimiento llega al 92%.
También se puede sintetizar 8-cloro-1-octeno partiendo de tris(5-cloropentil)(metil)borato de litio en tetrahidrofurano y cloruro de alilo, en presencia de bromuro de cobre (I) a 0 °C. El rendimiento en este caso es del 91%.
Por último, la reacción entre 1-bromo-5-cloropentano y alil(bromo)magnesio en presencia de tetraclorocuprato de litio permite obtener 8-cloro-1-octeno con un rendimiento del 83%.

## Usos
El 8-cloro-1-octeno es útil como comonómero aditivo en la producción de polímeros de tipo Ziegler de hidrocarburos sólidos de alto peso molecular, tales como polietileno, polipropileno o poli-4-metil-1-penteno. La incorporación de una cantidad relativamente pequeña de este compuesto al polímero no modifica sus características físicas, pero lo hace apto para su teñido o vulcanización.
En este sentido, el 8-cloro-1-octeno se ha usado en la preparación de polímeros modificados con grupos aromáticos.
También puede utilizarse como alqueno halogenado en la fabricación de espuma de extrusión continua de ácido poliláctico resistente al calor.
Otro uso de este cloroalqueno es en la producción de compuestos de silano que contengan un grupo mercapto.